# Віттенберг (містечко, Вісконсин)
Віттенберг (англ. Wittenberg) — місто (англ. town) в США, в окрузі Шавано штату Вісконсин. Населення — 823 особи (2020).

## Демографія
Згідно з переписом 2010 року, у місті мешкали 833 особи в 312 домогосподарствах у складі 233 родин. Було 363 помешкання
Расовий склад населення:
| - 92,0 % — білих - 2,5 % — корінних американців - 1,6 % — чорних або афроамериканців - 0,7 % — азіатів |

До двох чи більше рас належало 2,5 %. Частка іспаномовних становила 1,6 % від усіх жителів.
За віковим діапазоном населення розподілялося таким чином: 25,2 % — особи молодші 18 років, 60,3 % — особи у віці 18—64 років, 14,5 % — особи у віці 65 років та старші. Медіана віку мешканця становила 43,6 року. На 100 осіб жіночої статі у місті припадало 102,7 чоловіків;  на 100 жінок у віці від 18 років та старших — 106,3 чоловіків також старших 18 років.
Середній дохід на одне домашнє господарство  становив 68 210 доларів США (медіана — 61 250), а середній дохід на одну сім'ю — 80 567 доларів (медіана — 75 625). Медіана доходів становила 47 500 доларів для чоловіків та 32 206 доларів для жінок. За межею бідності перебувало 7,8 % осіб, у тому числі 7,3 % дітей у віці до 18 років та 12,7 % осіб у віці 65 років та старших.
Цивільне працевлаштоване населення становило 449 осіб. Основні галузі зайнятості: освіта, охорона здоров'я та соціальна допомога — 25,4 %, виробництво — 23,4 %, сільське господарство, лісництво, риболовля — 9,6 %, будівництво — 9,4 %.